# 츠중궈
츠중궈(중국어 간체자: 池忠国, 정체자: 池忠國, 병음: Chí Zhōngguó, 한자음: 지충국, 1989년 10월 26일~)는 중화인민공화국의 축구 선수로 포지션은 미드필더이다. 조선족이며 현재 중국 슈퍼리그의 베이징 궈안과 중국 축구 국가대표팀에서 활동하고 있다.

## 어린 시절
츠중궈는 1989년 중화인민공화국 옌볜 조선족 자치주에서 태어났다. 그는 2008년 옌볜 제1중학교를 졸업하고 동창생이었던 한광후이와 베이징 이공대학 진학 및 베이징 이공대학 축구단 입단을 준비했다. 그러나 베이징 이공대학은 한광후이만 합격시키고 츠중궈를 탈락시켰다. 그는 옌볜 대학 체육학과에 입학했고 2009년 3월 29일 옌볜 FC에 입단했다.

## 구단 경력
츠중궈는 2009년 3월 29일 옌볜 FC가 상하이 상강에 2대 1로 패배한 중국 갑급리그 2009 1라운드 경기에서 73분 한쑹펑과 교체되어 경기에 투입되면서 프로 데뷔전을 치렀다. 그는 2009년 10월 25일 옌볜이 안후이 지우팡 FC에 2대 0으로 승리한 경기에서 프로 데뷔골을 기록했다. 그는 첫 번째 시즌에서 8경기에 출전했고 이후 옌볜의 주전 선수가 되어 2013 시즌에 등번호로 10번을 받았다. 그는 2013년 10월 27일 톈진 쑹장과의 경기에서 옌볜 소속으로 100번째 출장 기록을 세웠다.
2015년 1월 4일, 츠중궈는 자유계약으로 중국 슈퍼리그의 상하이 선신으로 이적했다. 그는 3월 8일 상하이 선신이 상하이 선화에 2대 6으로 패배한 중국 슈퍼리그 2015 1라운드 경기에서 양자웨이와 교체되어 경기에 투입되며 슈퍼리그 데뷔전을 가졌고 57분 슈퍼리그에서의 첫 번째 득점을 기록했다.
2016년 2월 2일, 츠중궈는 상하이 선신이 갑급리그로 강등된 후 중국 슈퍼리그로 승격한 옌볜 푸더로 이적했다. 그는 옌볜 푸더에서 2시즌 동안 활동하며 53경기에 출전해 2득점을 기록했다. 이후 2018년 1월 1일 옌볜 푸더가 갑급리그로 강등된 후 구단 동료 츠원이와 함께 베이징 궈안으로 이적했다. 그는 2018년 3월 11일 베이징 궈안이 장쑤 수닝에 2대 1로 승리한 슈퍼리그 경기에서 베이징 궈안 데뷔전을 가졌다. 그는 2018년 중국 FA컵 결승전에서 베이징 궈안이 산둥 타이산에 원정 다득점 원칙으로 승리하며 중국 FA컵 우승을 달성했다.

## 국가대표 경력
츠중궈는 2017년 1월 10일 2017년 차이나컵에서 중국 축구 국가대표팀과 아이슬란드 축구 국가대표팀의 경기에서 중국 대표팀 데뷔전을 가졌다. 이후 2019년 AFC 아시안컵에 참가하는 중국 대표팀 최종 명단에 포함되어 아시안컵에 참가했다.
츠중궈는 2021년 1월 22일부터 2월 10일까지 중국 대표팀이 2022년 FIFA 월드컵 아시아 지역 2차 예선 기간 도중 중화인민공화국 하이커우시에 설치한 훈련 캠프에 참가하는 27명의 선수 명단에 포함되었다.

## 수상 내역
베이징 궈안
- 중국 FA컵: 2018